# Escut de Großlittgen
La càrrega creuada al cap és de l'escut d'armes de l'antic Electorat de Trèveris. Großlittgen pertanyia a aquest estat des de 1341 fins a finals del s. XVIII.
El lleó de la base és el Lleó de Luxemburg, recordant l'època de Großlittgen com a feu luxemburguesa; la família von Litiche de Luxemburg va ser feu amb Großlittgen al s. XII.
L'espasa i la divisió del camp, que s'assembla a una extensió del mantell obert en el fons, són les referències a Sant Martí de Tours, antic patró del municipi, sent el primer l'atribut i l'últim una referència a la història de Martí que va tallar un tros de la seva capa per donar-la a un captaire.
Els dos anells enllaçats són de l'abadia d'Himmerod.
L'escut va ser aprovat el 31 d'agost de 1987, per l'administració Regierungsbezirk en Trèveris.